# Воскресеновка (Новомосковский район)
Воскресеновка (укр. Воскресенівка) — село,
Голубовский сельский совет,
Новомосковский район,
Днепропетровская область,
Украина.
Код КОАТУУ — 1223282003. Население по переписи 2001 года составляло 150 человек .

## Географическое положение
Село Воскресеновка находится на одном из истоков реки Кильчень,
на расстоянии в 2,5 км от села Голубовка и посёлок Миролюбовка.
Рядом проходит железная дорога, станция Кильчень в 4-х км.